# 乔治娅·博尔
乔治娅·博尔（英語：Georgia Bohl，1997年4月11日—），主攻蛙泳，澳大利亚女子游泳运动员。她曾代表澳大利亚参加2018年英联邦运动会游泳比赛，获得一枚金牌和一枚铜牌。她也曾参加2016年夏季奥运会。